# شعب الشوكي (يهر)

تعديل مصدري - تعديل

شعب الشوكي هي إحدى قرى عزلة يهر بمديرية يهر التابعة لمحافظة لحج، بلغ تعداد سكانها 59 نسمة حسب تعداد اليمن لعام 2004.